# The Joker (álbum)
The Joker es el octavo álbum de estudio de la banda estadounidense Steve Miller Band. Fue publicado en 19 de octubre de 1973 a través de Capitol Records. El álbum alcanzó el puesto #2 en la lista Top LPs & Tape de Billboard y fue certificado platino por la Recording Industry Association of America (RIAA). El álbum generó dos sencillos que alcanzaron el top 55 en el Billboard Hot 100, incluido «The Joker», que se convertiría en una de las canciones más populares de Miller. 

## Lista de canciones
Todas las canciones escritas y compuestas por Steve Miller, excepto donde esta anotado. 
| Lado uno |                                                       |          |  |
| N.º      | Título                                                | Duración |  |
| 1.       | «Sugar Babe»                                          | 4:32     |  |
| 2.       | «Mary Lou» (Ronnie Hawkins, Jacqueline Magill)        | 2:24     |  |
| 3.       | «Shu Ba Da Du Ma Ma Ma Ma»                            | 5:40     |  |
| 4.       | «Your Cash Ain't Nothin' but Trash» (Charles Calhoun) | 3:14     |  |

| Lado dos |                                       |          |  |
| N.º      | Título                                | Duración |  |
| 1.       | «The Joker»                           | 4:26     |  |
| 2.       | «The Lovin' Cup»                      | 2:10     |  |
| 3.       | «Come On in My Kitchen» (Woody Payne) | 3:58     |  |
| 4.       | «Evil»                                | 4:35     |  |
| 5.       | «Something to Believe In»             | 4:40     |  |

## Créditos y personal
Créditos adaptados desde las notas de álbum de The Joker.
Steve Miller Band
- Gerald Johnson – bajo eléctrico (1–7, 9)
- John King – batería
- Steve Miller – guitarra, voces, armónica
- Dick Thompson – órgano, clavinet

Músicos adicionales
- Lonnie Turner – bajo eléctrico (8)
- Sneaky Pete Kleinow – guitarra de acero con pedal (9)

Personal técnico
- Steve Miller – productor
- Jay Ranellucci – ingeniero de audio (1–6, 9), mezclas
- Gene Hicks – ingeniero asistente
- Greg MacCarthy – ingeniero de audio (7, 8)

Diseño
- Norman Seeff – fotografía, diseño de portada
- John Hoernie – director artístico
- John Van Hamersveld – diseño de portada
- John Palladino – coordinador

## Posicionamiento

### Gráfica semanal
| Gráfica (1973–74)                         | Pico de posición |
| ----------------------------------------- | ---------------- |
| Australia (Kent Music Report)             | 38               |
| Canadá (RPM Top Albums)                   | 1                |
| Estados Unidos (Billboard Top LPs & Tape) | 2                |
| Estados Unidos (Cash Box Top 100 Albums)  | 1                |

### Gráfica de fin de año
| Gráfica (1974)                            | Pico de posición |
| ----------------------------------------- | ---------------- |
| Estados Unidos (Billboard Top LPs & Tape) | 39               |
| Estados Unidos (Cash Box Top 100 Albums)  | 18               |

## Certificaciones y ventas
| País                  | Certificación | Ventas    |
| --------------------- | ------------- | --------- |
| Estados Unidos (RIAA) | Platino       | 1 000 000 |